# Catur Karya
Catur Karya is een bestuurslaag in het regentschap Indragiri Hilir van de provincie Riau, Indonesië. Catur Karya telt 258 inwoners (volkstelling 2010).